# Benjamin Bramer
Benjamin Bramer   (Felsberg, c. febrer 1588 - Ziegenhain, 17 de març de 1652) va ser un arquitecte i matemàtic alemany.

## Vida i obra
Era fill d'un pastor protestant que va morir quan ell només tenia tres anys. Va ser adoptat per una germana bastant més gran, que estava casada amb el conegut matemàtic i fabricant d'instruments Jost Bürgi i es va traslladar a viure a Kassel. El 1603 es va traslladar a Praga amb la seva família adoptiva, ja que l'emperador Rodolf II havia invitat Bürgi a treballar a la cort. El 1609 va retornar a Kassel on va ser força apreciat com constructor de fortificacions, obres molt necessàries enmig de les guerres de religió.
El 1612 va ser nomenat Mestre de Construccions de la cort a Marburg i, a partir d'aleshores, va estar dirigint la construcció de les fortificacions de Marburg, de Kassel, del castell de Rheinfelds i de la fortalesa de Ziegenhain. Va morir en aquesta darrera fortalesa el 1652, quatre anys després d'haver-se signat la Pau de Westfàlia.
El 1617 va publicar un opuscle de 12 pàgines sobre la construcció i el funcionament del pantògraf, convertint-se en un dels primers divulgadors de l'invent de Christoph Scheiner. Bramer va publicar diverses obres breus sobre matemàtics o sobre instruments matemàtics, el més interessant dels quals pot ser el titulat Etliche geometrische quaestiones, en el qual resol un problema posat per Bürgi que podria haver inspirat la geometria algebraica de Descartes.